# 圣玛格丽特叙迪克莱尔
圣玛格丽特-叙迪克莱尔（法語：Sainte-Marguerite-sur-Duclair，法語發音：[sɛ̃t maʁɡəʁit syʁ dyklɛʁ]，意为“迪克莱尔上方的圣玛格丽特”）是法国滨海塞纳省的一个市镇，属于鲁昂区。

## 地理
圣玛格丽特-叙迪克莱尔（49°30'33"N, 0°50'35"E）面积7.26 平方千米，位于法国诺曼底大区滨海塞纳省，该省份为法国北部沿海省份，其西部及北部濒大西洋英吉利海峡，东起顺时针与索姆省、瓦兹省、厄尔省和卡爾瓦多斯省接壤。
与圣玛格丽特-叙迪克莱尔接壤的市镇（或旧市镇、城区）包括：布拉克维尔、迪克莱尔、埃皮奈叙迪克莱尔、勒特雷、里沃昂塞纳、圣马丹德利夫。
圣玛格丽特-叙迪克莱尔的时区为UTC+01:00、UTC+02:00（夏令时）。

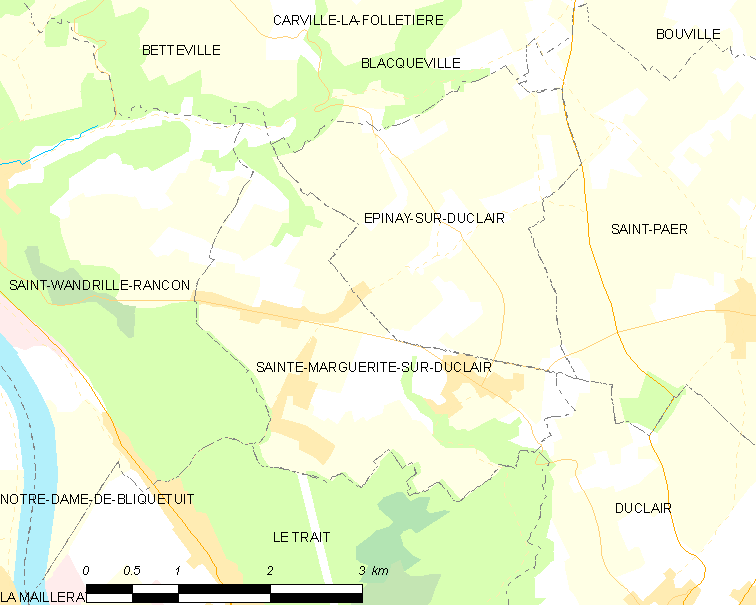
圣玛格丽特-叙迪克莱尔的OSM定位图

## 行政
圣玛格丽特-叙迪克莱尔的邮政编码为76480，INSEE市镇编码为76608。

## 政治
圣玛格丽特-叙迪克莱尔所属的省级选区为巴朗坦县。

## 人口
圣玛格丽特-叙迪克莱尔于2022年1月1日时的人口数量为2032人。

1962-2008年间圣玛格丽特-叙迪克莱尔人口变化图示